# Stelis pentelica
Stelis pentelica är en biart som beskrevs av Mavromoustakis 1963. Stelis pentelica ingår i släktet pansarbin, och familjen buksamlarbin. Inga underarter finns listade i Catalogue of Life.